# Evendorff
Ne doit pas être confondu avec Evendorf.
Evendorff (plus rarement Évendorff) est une ancienne commune française de la Moselle, rattachée à Kirschnaumen depuis 1811.
Ses habitants sont surnommés Di Iendrowwer Wöllef (les loups d’Evendorff).

## Géographie
Le village est situé en Lorraine dans le pays de Sierck.

## Toponymie
- En francique lorrain : Iendroff, Iendrëf et Iewendrëf.
- Anciennes mentions[2] : Everstorf en 1542, Effendorff en 1594, Evendorff et Eventroff en 1736.

## Histoire
Le village d'Evendorff a dépendu de la prévôté et du domaine de Sierck. Puis après 1750, il était une communauté du bailliage de Bouzonville. 
Sur le plan religieux, Evendorff était une annexe de la paroisse de Kirschnaumen (diocèse de Trèves et doyenné de Perl).
Chef-lieu communal de la Moselle en 1790, Evendorff est finalement rattaché à Kirschnaumen par un décret du 14 août 1811.

## Lieux et monuments
- Chapelle Saint-Ulrich ; construite en 1754, restaurée en 1779.